# Serhij Chistiew
Serhij Ołeksandrowycz Chistiew (ukr. Сергій Олександрович Хістєв; ur. 30 czerwca 1981 w Kirowsku, w obwodzie ługańskim) – ukraiński piłkarz, grający na pozycji obrońcy.

## Kariera piłkarska

### Kariera klubowa
Wychowanek Stali Ałczewsk, w którym rozpoczął karierę piłkarską. 28 października 2000 debiutował w Wyszczej lidze w meczu z Metałurhiem Donieck (0:0). Latem 2004 przeszedł do Worskły Połtawa. Na początku 2005 poprosił klub żeby dopuścił go do Zorii Ługańsk, ale nie przeszedł testów. Potem próbował swoich sił w drugoligowej Stali Dnieprodzierżyńsk, jednak zdecydował się wyjechać za granicę. Do końca 2005 bronił barw białoruskiego Naftana Nowopołock, a od lata 2006 roku ormiańskiego Bananca Erywań. W styczniu 2007 był na testach w rosyjskiej Bałtice Kaliningrad, jednak nie udało się podpisać kontraktu z klubem. Od marca 2007 występował w Dniprze Czerkasy. W następnym roku przeniósł się do amatorskiego zespołu Chodak Czerkasy.

### Kariera reprezentacyjna
Na juniorskich Mistrzostwach Europy U-18 rozgrywanych w 2000 roku w Niemczech występował w reprezentacji Ukrainy. Następnie bronił barw reprezentacji Ukrainy U-20 na Mistrzostwach świata U-20.

## Sukcesy i odznaczenia

### Sukcesy klubowe
- wicemistrz Perszej lihi Ukrainy: 2000

### Sukcesy reprezentacyjne
- wicemistrz Europy U-18: 2000
- uczestnik turnieju finałowego Mistrzostw świata U-20: 2001